# Gyalus László
Gyalus László (Gyepűfüzes, 1865. április 24. – Budapest, 1941. február 23.) magyar építész.

## Élete
Gyalus Sixtus és Beck Karolina (1827–1897) fiaként született. A Székesfehérvári Községi Reáliskolában (1874–1880) tanult, majd az 1882/83-iki tanévben végzett a budapesti Állami Közép Ipartanodában. Ezután Kauser Józsefnél nyert alkalmazást. A Műegyetemen oklevelet szerzett. 1887-től Schulek Frigyes mellett dolgozott a budavári koronázó templom (Mátyás-templom) helyreállításában és a Halászbástya építésében. 1899-től nyugdíjazásáig a budapesti Iparművészeti Iskolában belsőépítészetet tanított. 1932-ben vonult nyugalomba.
A Műemlékek Országos Bizottságának az építészi tisztségét is betöltötte, és ebben a minőségében működött közre több régi épület helyreállításában (pl. pozsonyi ferences templom, jáki templom, a klarisszák templomának tornyai, tőketerebesi Andrássy-kastély).

## Családja
Első házastársa Nagy Ida volt, akitől elvált. 1912. június 15-én Budapesten nőül vette Fényesy Irmát (1874–1946).

## Ismert épületei, építményei
- 1897: villa, 1146 Budapest, Zichy Géza utca 8.[7]
- 1897–1898: László-villa, 1146 Budapest, Zichy Géza utca 10.[8]
- 1900–1901: Sváb-ház, Budapest, Szabadság tér 13.[4][9][10]
- 1902: Műteremházak, Szolnok, Művésztelep[4]
- 1907: lakóház, 1088 Budapest, Rökk Szilárd utca 9.[11]
- 1910/1911: lakóház, 1013 Budapest, Pauler utca 17.[12]
- 1911–1912: Andrássy-palota (ma: ÁÉB Bank Zrt.), 1068 Budapest, Városligeti fasor 34-36.[13]
- 1912–1913: nevelőotthon (ma: Schulek Frigyes Kéttannyelvű Építőipari Szakgimnázium), 1087 Budapest, Mosonyi utca 6-8. (Mór Lajossal közösen)[14][15]
- 1913: elemi iskola (ma: Szász Ferenc Kereskedelmi Szakgimnázium), 1087 Budapest, Százados út 6. / Szörény utca 2-4.[14][16] (az iskola falfestményei Nagy Sándor munkái)[4][17] – épült a Bárczy István kislakás- és iskolaépítési programja keretében
- 1925: I. világháborús emlékmű, Törökbálint, Munkácsy Mihály u.[18]
- 1927: I. világháborús obeliszk, Tárnok, Fő utca 91-125.[19]

### Tervben maradt alkotásai
- 1913: Erzsébet királyné budapesti emlékműve, Budapest[20]

## Könyvei
- Építészeti alaktan. Budapest, 1914. (kőnyomat)

## Képtár

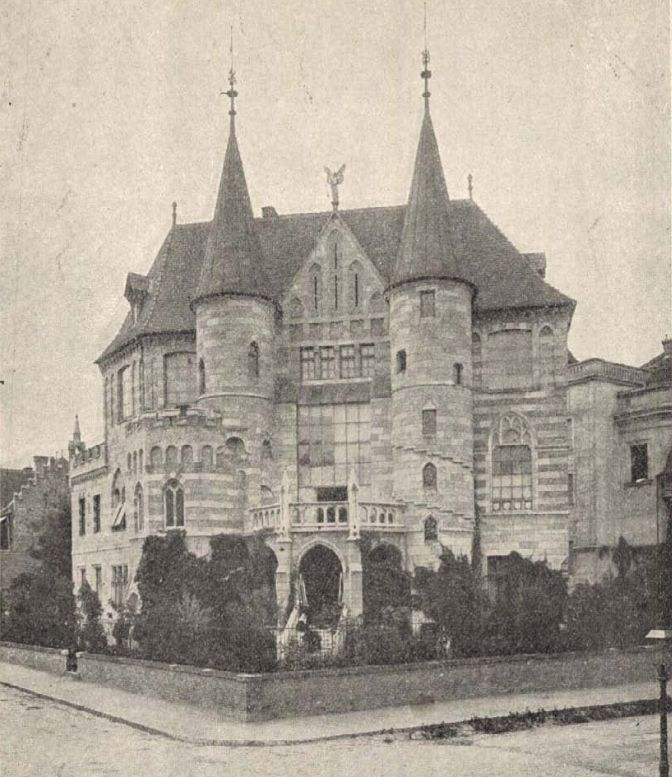
László-villa (archív felvétel)
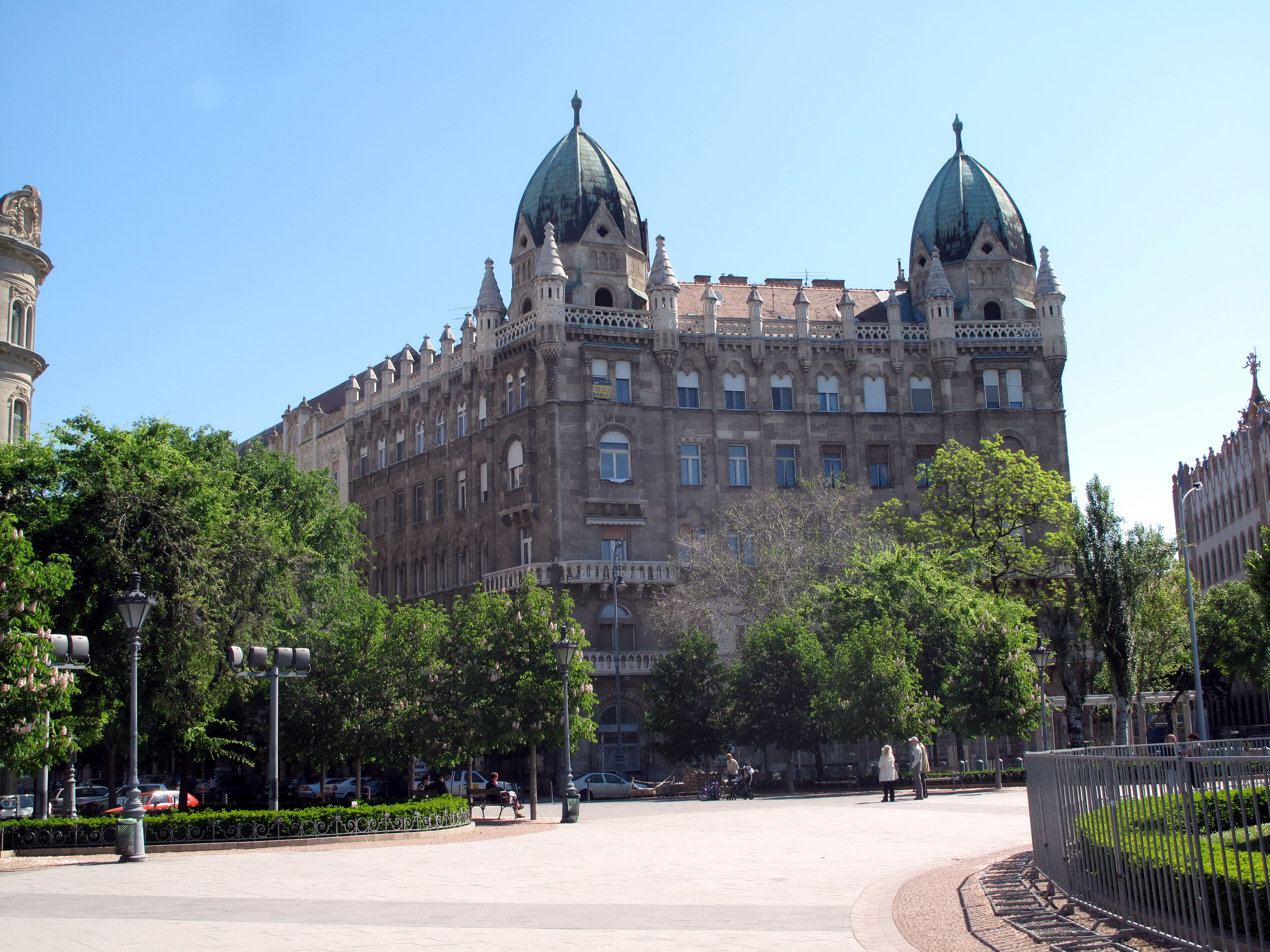
Sváb-ház
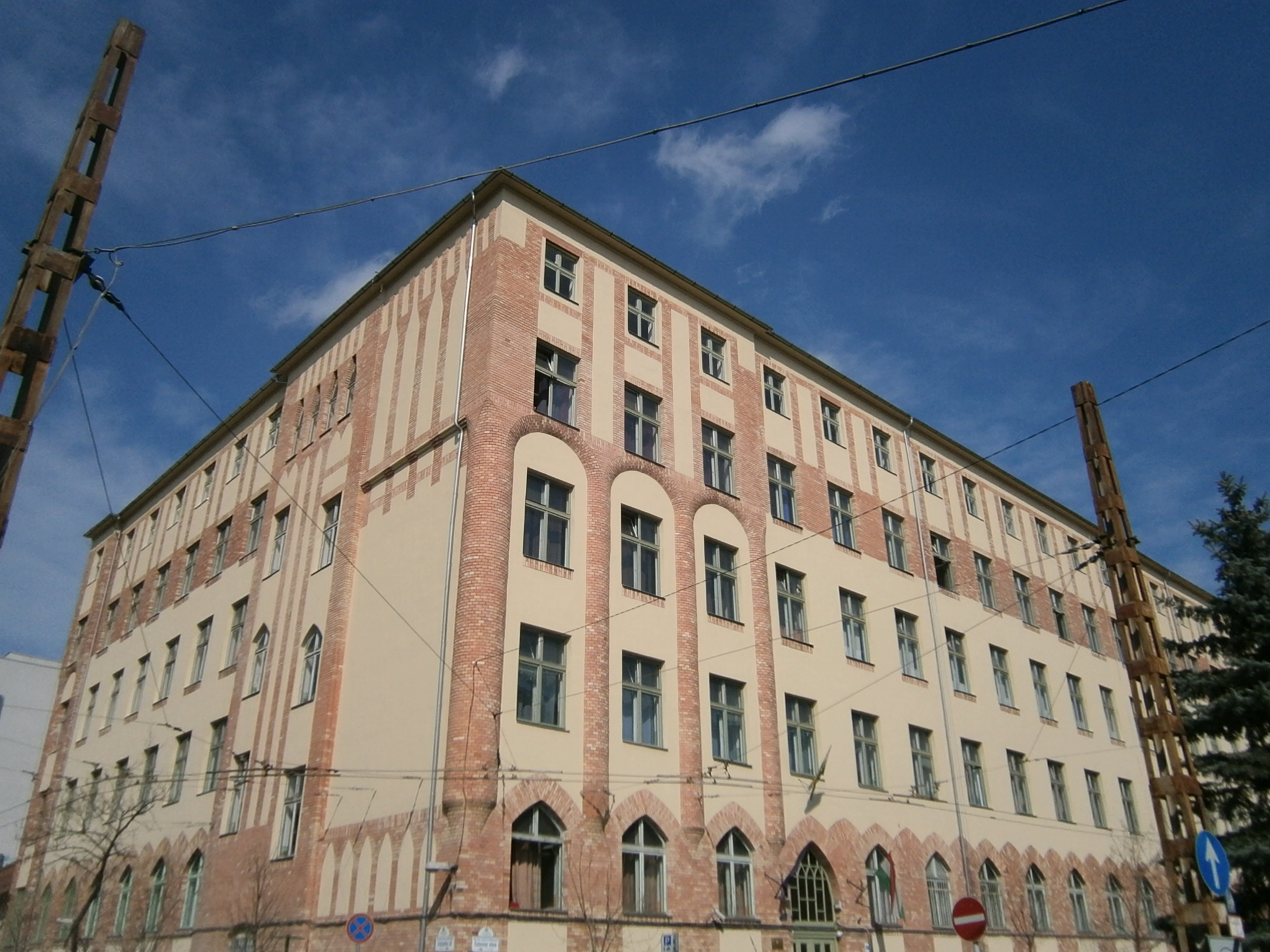
BGSZC Szász Ferenc Kereskedelmi Szakgimnáziuma és Szakközépiskolája
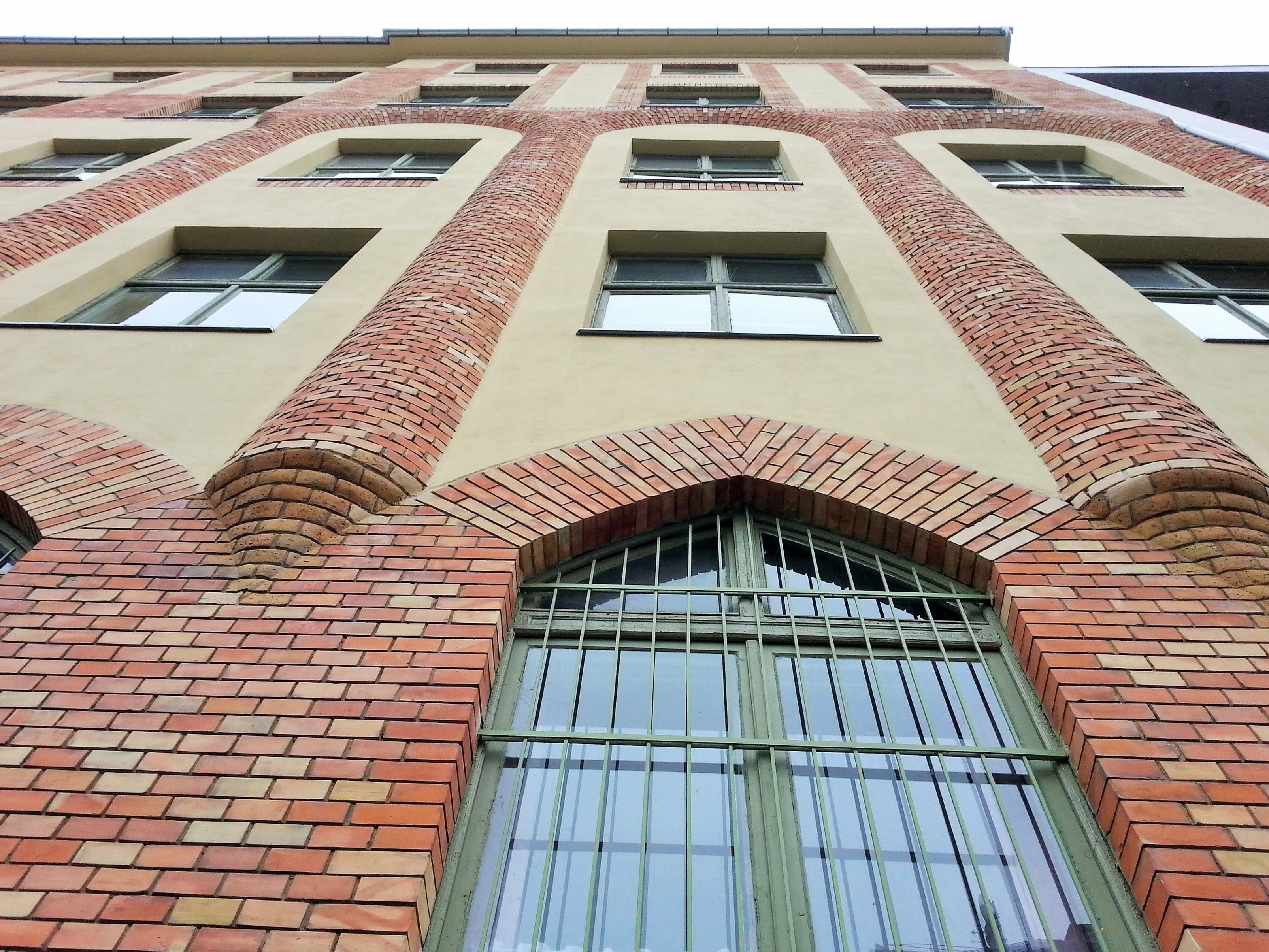
BGSZC Szász Ferenc Kereskedelmi Szakgimnáziuma és Szakközépiskolája (részlet)
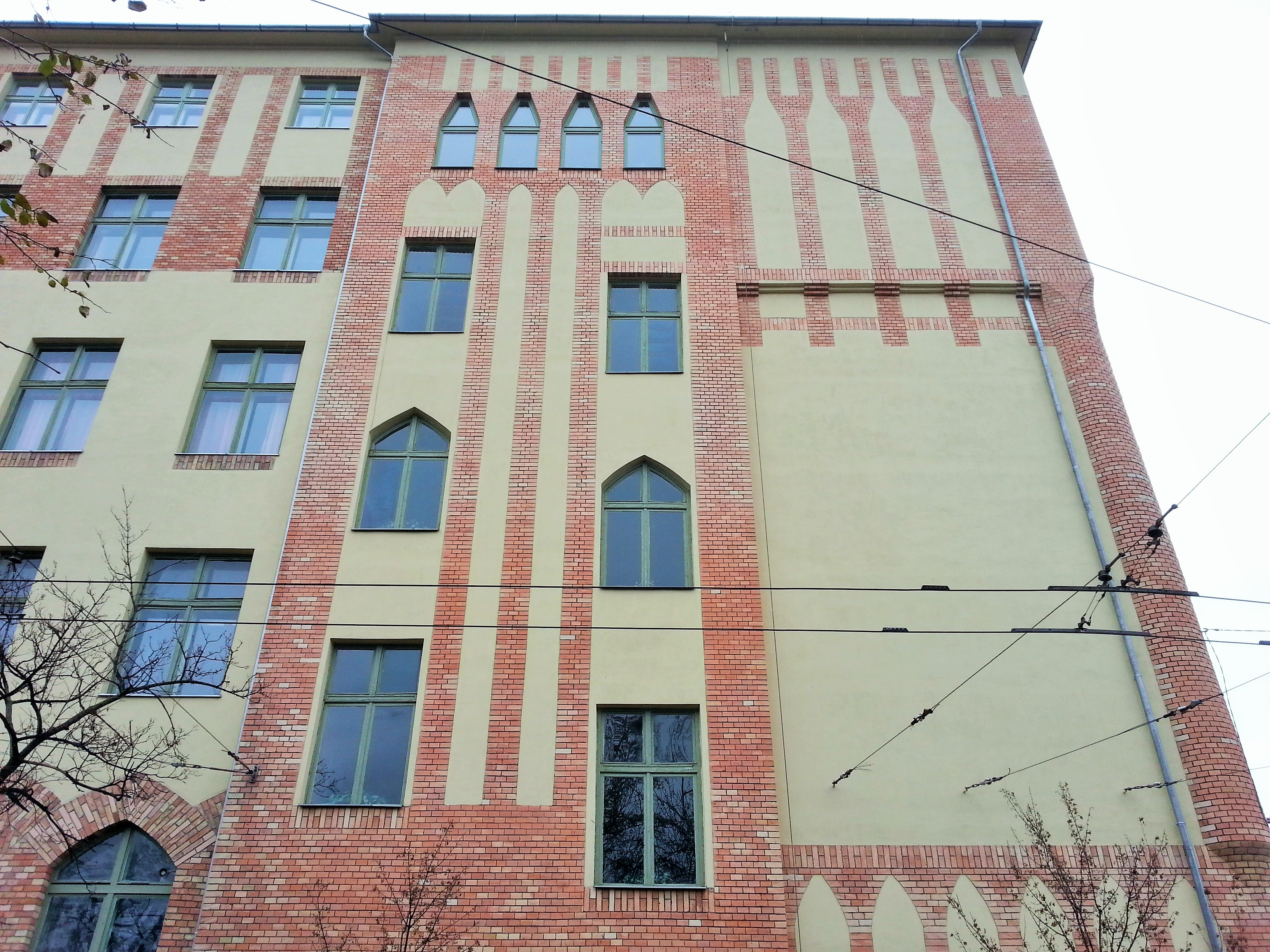
BGSZC Szász Ferenc Kereskedelmi Szakgimnáziuma és Szakközépiskolája (részlet)
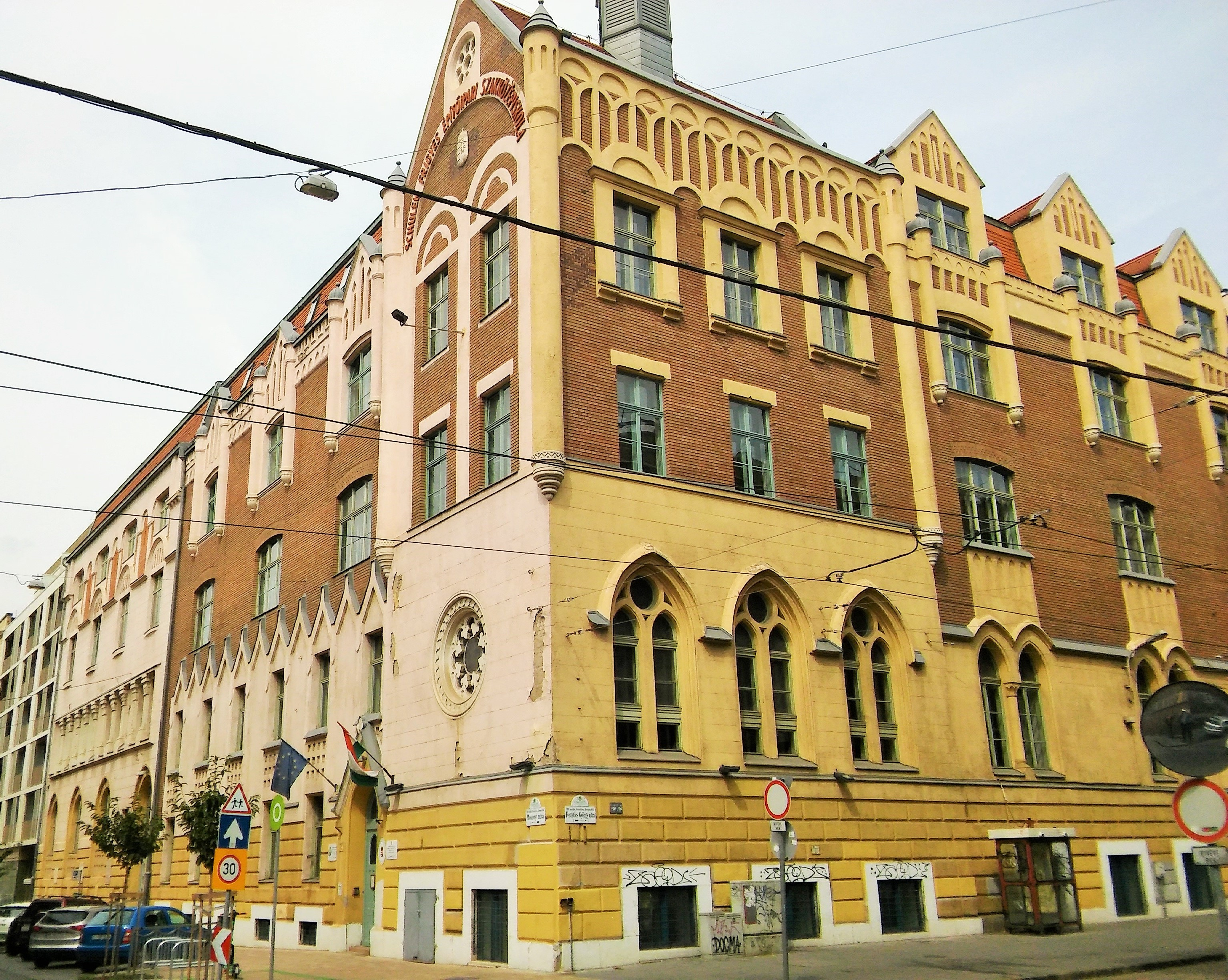
Schulek Frigyes Két Tanítási Nyelvű Építőipari Szakgimnáziuma
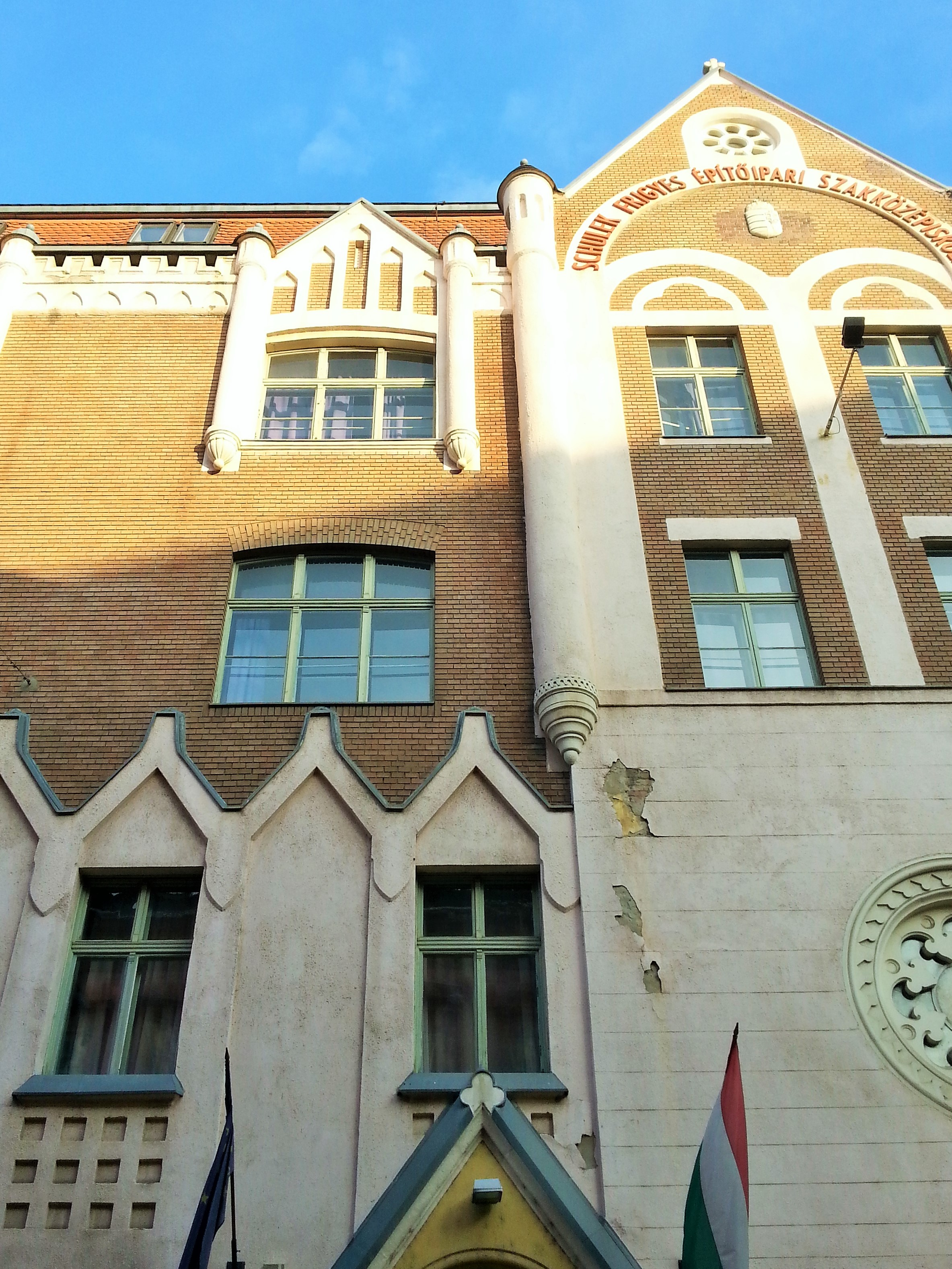
Schulek Frigyes Két Tanítási Nyelvű Építőipari Szakgimnáziuma (részlet)
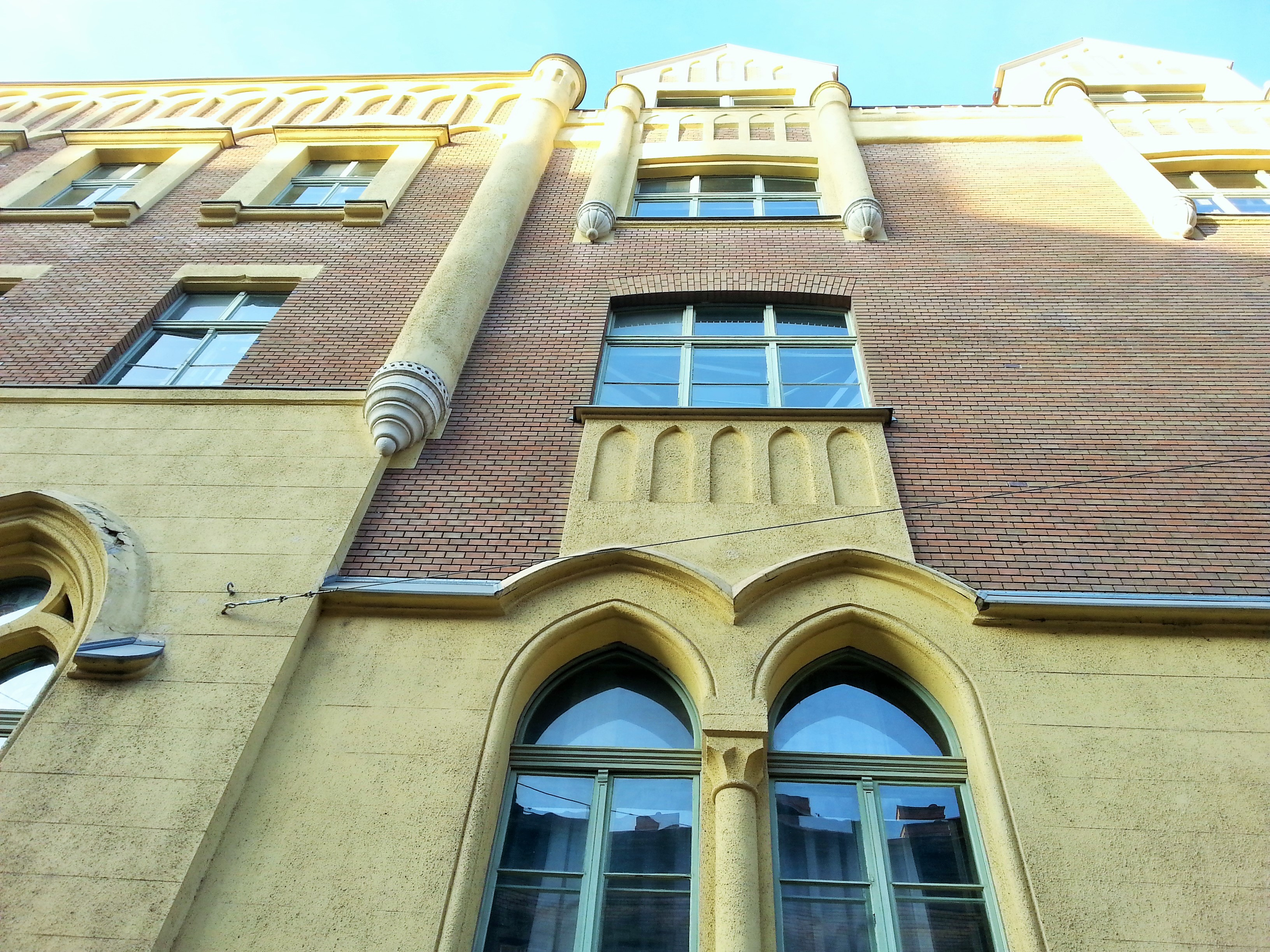
Schulek Frigyes Két Tanítási Nyelvű Építőipari Szakgimnáziuma (részlet)
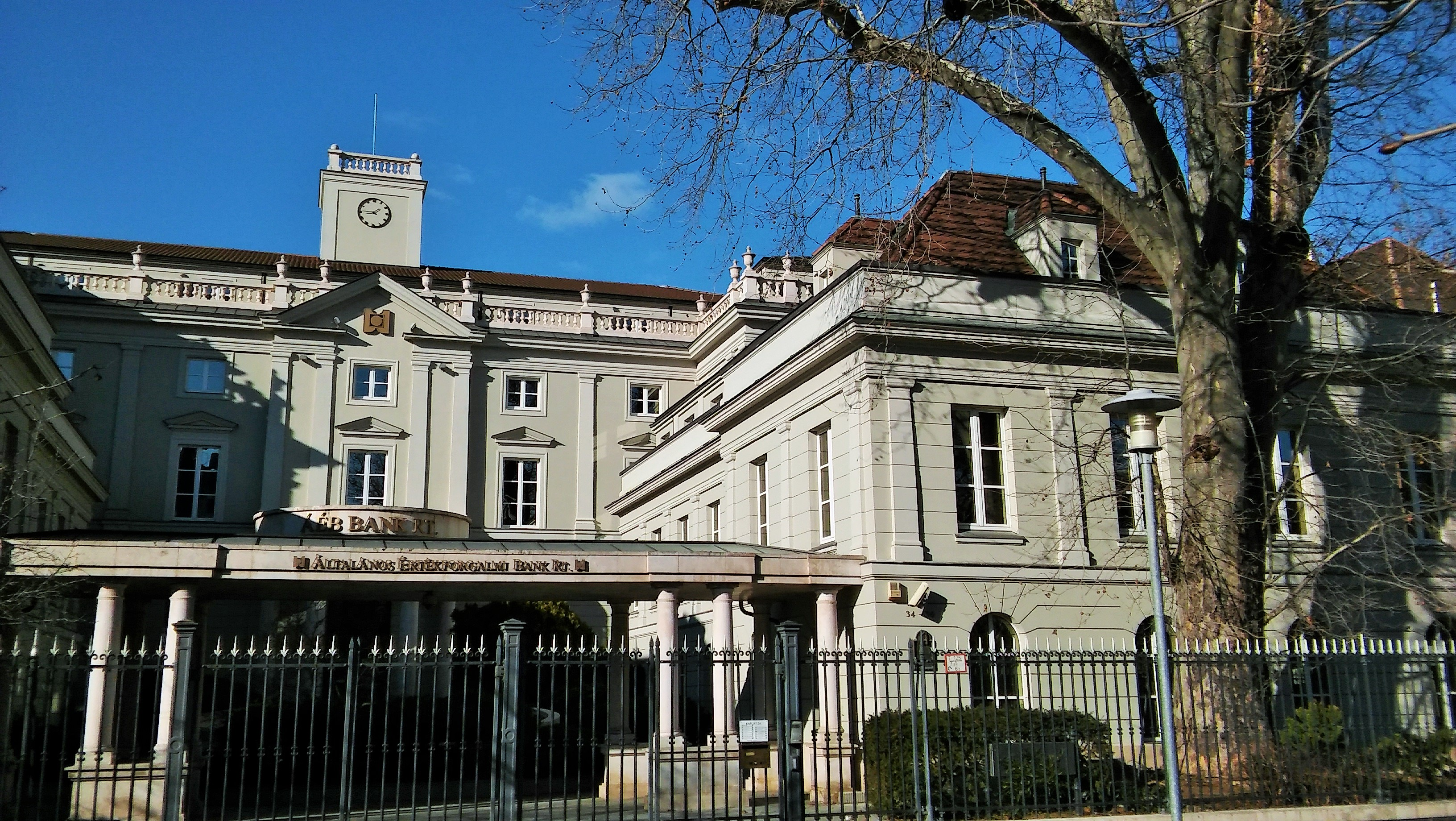
Andrássy-palota, Városligeti fasor